# Taça de Portugal 1990/91
Die Taça de Portugal 1990/91 war die 51. Austragung des portugiesischen Pokalwettbewerbs. Er wurde vom portugiesischen Fußballverband ausgetragen. Pokalsieger wurde der FC Porto, der sich im Finale gegen SC Beira-Mar durchsetzte. Porto qualifizierte sich mit dem Sieg für den Europapokal der Pokalsieger 1991/92.
Alle Begegnungen wurden in einem Spiel ausgetragen. Bei unentschiedenem Ausgang wurde zur Ermittlung des Siegers eine Verlängerung gespielt. Stand danach kein Sieger fest, wurde das Spiel wiederholt, eventuell mit Verlängerung und Elfmeterschießen.

## Teilnehmende Teams
| Primeira Divisão (20) | Primeira Divisão (20) | Segunda Divisão de Honra (20) | Segunda Divisão de Honra (20) |
| --- | --- | --- | --- |
| - Belenenses Lissabon - Benfica Lissabon - SC Beira-Mar - Boavista Porto - Sporting Braga - GD Chaves - CF Estrela Amadora - FC Famalicão - SC Farense - Gil Vicente FC | - Marítimo Funchal - Nacional Funchal - FC Penafiel - FC Porto - SC Salgueiros - Sporting Lissabon - Vitória Guimarães - Vitória Setúbal - FC Tirsense - União Madeira | - Académica de Coimbra - Académico de Viseu FC - RD Águeda - FC Barreirense - Benfica e Castelo Branco - Desportivo Aves - O Elvas CAD - SC Espinho - GD Estoril Praia - CD Feirense | - SC Freamunde - Leixões SC - Louletano DC - Lusitano VRSA - FC Maia - FC Paços de Ferreira - Portimonense SC - SC União Torreense - União Leiria - Varzim SC |
| Segunda Divisão B (60) | | | |
| - GC Alcobaça - FC Alverca - Atlético CP - Amora FC - Amarante FC - Anadia FC - GD Bragança - Caldas SC - SC Campomaiorense - SC Covilhã - CRP Delães - AD Esposende - CF Esperança Lagos - CD Estarreja - AD Fafe | - FC Felgueiras - AD Guarda - FC Infesta - GD Joane - Juventude Évora - Leça FC - GS Loures - AD Lousada - CD Lousanense - Lusitano GC Évora - GD Mangualde - FC Marco - CF Marialvas - SC Mirandela - UR Mirense | - CA Mirandense - CD Montijo - Moreirense FC - Naval 1º de Maio - SC Olhanense - UD Oliveirense - CD Olivais e Moscavide - FC Oliveira Hospital - Clube Oriental de Lisboa - AD Ovarense - USC Paredes - CDR Quarteirense - Rio Ave FC - SG Sacavenense - AD Sanjoanense | - CD Santa Clara - UD Santarém - FC Seixal - GD Santacombadense - Silves FC - Sport União Sintrense - CD Trofense - União de Almeirim - União de Coimbra - União Lamas - União Santiago do Cacém - União de Tomar - GD Valpaços - SC Vila Real - FC Vizela |
| Terceira Divisão (107) | | | |
| - SC Alba - AD Ala-Arriba - CD Alcains - AC Alcacerense - AC Alcanenense - SC Mineiro Aljustrelense - SR Almancilense - Almada AC - ACR Alvorense - FC Amares - GD Argus - CR Arronchense - AA Avanca - GD da Quimigal Barreiro - CD Beja - Juventude Belém - Associação Beneditense CD - CF Benfica - Arsenal Bessa - SCE Bombarralense - SC Borbense - Arsenal Braga - Real Brasfemes - CSD Câmara de Lobos - Caçadores Taipas - Amadores de Caminha - SL Cartaxo | - SC Castêlo da Maia - SC Celoricense - Ermesinde SC - SC Estela Portalegre - CF Estremoz - SL Fanhões - CD Fátima - Fiães SC - SC Maria da Fonte - GD Foz Côa - AD Fundão - CD Gouveia - Imortal DC - GD Lagoa - SC Leiria e Marrazes - FC Lixa - SC Lourinhanense - Lusitânia Lourosa - SC Lusitânia - CD Luso - CA Macedo de Cavaleiros - AD Machico - AC Malveira - GD Marinhais - AC Marinhense - CD Maximinense - GD Mealhada | - FC Mogadourense - Mondinense FC - Desportivo de Monção - Mortágua FC - Moura AC - Águias Musgueira - GD Nazarenos - SL Nelas - Neves FC - Odivelas FC - Oliveira do Bairro SC - CF Oliveira do Douro - ARC Oliveirinha - SC Paivense - Palmelense FC - Juventude Pedras Salgadas - Pedrouços AC - SC Penalva Castelo - GD Peniche - GD Pescadores - Piense SC - UD Pinhelenses - AD Poiares - Sporting Pombal - AD Ponte da Barca - CD Portalegrense - CD Portosantense | - SC Praiense - Rebordosa AC - SC Régua - SC Rio Tinto - Juventude Ronfe - Santa Maria FC - GD Samora Correia - SC Dragões Sandinenses - AR São Martinho - Sertanense FC - GD Tabuense - Leões Tavira - CD Torres Novas - União de Montemor - CF Valadares - CA Valdevez - AD Valonguense - UD Valonguense - Vasco da Gama AC - ADRC Vasco da Gama - Estrela Vendas Novas - SC Vianense - Vieira SC - UD Vilafranquense - SC Vilanovense - SC Vila Pouca - Viseu FC |
| Distrikte (79) | | | |
| - Águia CD - GD Águias Camarate - AC Alijoense - Âncora Praia FC - GD Alvaiázere - Atlético Angústias - Aparecida FC - GD Arenense - CR Ataense - FC Avintes - GD Baira-Mar - GD Bairro Latino - CCRD Burinhosa - UD Bustos - Atlético Cabeceirense - AD Camacha - CD Candal - Canelas Gaia FC - UD Cariense - FC Cortegaça | - Casa Pia AC - FC Castrense - UD Castromarinense - SC Courense - Eléctrico Ponte de Sor - SC Esmoriz - GDR Esporões - SC Ferreirense - AD Figueiró dos Vinhos - CRC 22 Junho/Amor - CRC Lageosa - SC Lamego - AD Limianos - Lomarense GC - Aliados FC Lordelo - Lusitano Arraiolense - Lusitano FC Vildemoinhos - CD Mafra - GD Maiorca - AD Manteigas                                                                             | - SL Marinha - FC Marinhas - CDR Massamá - SC Mêda - Mem Martins SC - Merelinense FC - VFC Mindense - AD Nogueirense - SC Odemirense - SL Olivais - Académico Paço - FC Perafita - GD Pego - CD Cova da Piedade - CD Paços de Brandão - CD Pinhalnovense - Desportivo Portugal - Atlético Reguengos - GD Resende - GD Ribeira de Pena | - Boavista Ribeirinha - CD Salvaterrense - ADC Sanguedo - CF Santa Iria - 1º de Maio Sarilhense - SC São Romão - SC São João de Ver - AD São Pedro da Cova - GD Serzedelo - GD Sourense - Sport Viseu e Benfica - UD Tocha - GD Torre Moncorvo - Touring Praia Mira - GD Vales do Rio - ID Vieirense - AC Vila Meã - GD Vilarense - Vilaverdense FC |

## 1. Runde
Teilnehmer waren 78 Vereine der Distriktverbände. Die Spiele fanden am 9. September 1990 statt.

Freilos: CD Paços de Brandão
|                          | Ergebnis  |                        |
| ------------------------ | --------- | ---------------------- |
| ID Vieirense             | 4:2       | Touring Praia Mira     |
| 1º de Maio Sarilhense    | 5:1       | Boavista Ribeirinha    |
| Lusitano FC Vildemoinhos | 2:0       | Sport Viseu e Benfica  |
| GD Pego                  | 3:1       | CCRD Burinhosa         |
| GD Maiorca               | 1:1 n. V. | GD Alvaiázere          |
| FC Marinhas              | 1:2       | Aliados FC Lordelo     |
| FC Perafita              | 3:2       | GDR Esporões           |
| GD Águias Camarate       | 1:1 n. V. | CDR Massamá            |
| AD Manteigas             | 3:1       | CRC Lageosa            |
| Mem Martins SC           | 1:0       | CD Pinhalnovense       |
| SL Olivais               | 1:0       | CF Santa Iria          |
| UD Cariense              | 2:1       | AD Figueiró dos Vinhos |
| Vilaverdense FC          | 2:0       | GD Serzedelo           |
| SC São João de Ver       | 1:1 n. V. | UD Bustos              |
| SC Mêda                  | 1:1 n. V. | GD Resende             |
| Merelinense FC           | 1:0       | GD Torre Moncorvo      |
| SC Esmoriz               | 1:0       | AD São Pedro da Cova   |
| SC Ferreirense           | 3:1       | Atlético Angústias     |
| FC Cortegaça             | 2:2 n. V. | SC Lamego              |
| FC Castrense             | 1:0       | UD Castromarinense     |
| SC São Romão             | 3:0       | GD Bairro Latino       |
| Águia CD                 | 5:1       | Lusitano Arraiolense   |
| Aparecida FC             | 1:1 n. V. | GD Ribeira de Pena     |
| ADC Sanguedo             | 2:1       | Canelas Gaia FC        |
| AD Limianos              | 2:0       | Lomarense GC           |
| Atlético Cabeceirense    | 0:0 n. V. | SC Courense            |
| AC Vila Meã              | 2:1       | AD Nogueirense         |
| AD Camacha               | 5:0       | GD Baira-Mar           |
| Atlético Reguengos       | 3:0       | SC Odemirense          |
| Académico Paço           | 5:0       | GD Arenense            |
| GD Vilarense             | 2:0       | GD Vales do Rio        |
| Eléctrico Ponte de Sor   | 2:0       | CRC 22 Junho/Amor      |
| FC Avintes               | 2:1       | CR Ataense             |
| GD Sourense              | 4:2       | SL Marinha             |
| CD Salvaterrense         | 1:0       | VFC Mindense           |
| Casa Pia AC              | 2:1       | CD Cova da Piedade     |
| CD Mafra                 | 2:0       | UD Tocha               |
| Desportivo Portugal      | 2:1       | CD Candal              |
| AC Alijoense             | 5:1       | Âncora Praia FC        |

### Wiederholungsspiele
|                    | Ergebnis |                       |
| ------------------ | -------- | --------------------- |
| CDR Massamá        | 2:4      | GD Águias Camarate    |
| UD Bustos          | 0:1      | SC São João de Ver    |
| SC Lamego          | 0:1      | FC Cortegaça          |
| GD Ribeira de Pena | 0:4      | Aparecida FC          |
| SC Courense        | 0:1      | Atlético Cabeceirense |
| GD Resende         | 0:3      | SC Mêda               |
| GD Alvaiázere      | 1:2      | GD Maiorca            |

## 2. Runde
Zu den 40 qualifizierten Teams aus der 1. Runde kamen 106 Vereine aus der viertklassigen Terceira Divisão hinzu. Die Spiele fanden zwischen dem 14. und 25. Oktober 1990 statt.

Freilos: Mondinense FC
|                           | Ergebnis  |                           |
| ------------------------- | --------- | ------------------------- |
| AA Avanca                 | 5:0       | GD Nazarenos              |
| 1º de Maio Sarilhense     | 2:2 n. V. | CD Mafra                  |
| Eléctrico Ponte de Sor    | 1:1 n. V. | SC Mineiro Aljustrelense  |
| Mortágua FC               | 2:2 n. V. | Lusitânia Lourosa         |
| GD Pego                   | 1:2       | CF Estremoz               |
| CD Torres Novas           | 1:0       | Sporting Pombal           |
| Desportivo Portugal       | 3:0       | CF Oliveira do Douro      |
| Desportivo de Monção      | 3:1       | CA Macedo de Cavaleiros   |
| FC Mogadourense           | 2:1       | Aparecida FC              |
| CR Arronchense            | 0:2 n. V. | CD Portosantense          |
| FC Lixa                   | 2:1       | Caçadores Taipas          |
| AC Vila Meã               | 0:3       | Ermesinde SC              |
| Arsenal Bessa             | 3:1       | Fiães SC                  |
| Aliados FC Lordelo        | 2:1       | UD Valonguense            |
| Águias Musgueira          | 3:1       | SR Almancilense           |
| Almada AC                 | 2:0       | ACR Alvorense             |
| Real Brasfemes            | 3:3 n. V. | ARC Oliveirinha           |
| Arsenal Braga             | 1:0       | SC São Romão              |
| FC Perafita               | 2:1 n. V. | Neves FC                  |
| UD Cariense               | 1:2       | CD Gouveia                |
| GD Marinhais              | 3:2 n. V. | AC Alcacerense            |
| União de Montemor         | 4:0       | SC Ferreirense            |
| GD Tabuense               | 3:1       | UD Pinhelenses            |
| Imortal DC                | 5:2       | Mem Martins SC            |
| Juventude Belém           | 3:0       | Estrela Vendas Novas      |
| Lusitano FC Vildemoinhos  | 2:0       | ADC Sanguedo              |
| Juventude Ronfe           | 2:1       | SC Castêlo da Maia        |
| GD Samora Correia         | 1:0       | FC Castrense              |
| GD Águias Camarate        | 1:1 n. V. | GD da Quimigal Barreiro   |
| CD Fátima                 | 2:2 n. V. | UD Valonguense            |
| Águia CD                  | 1:2 n. V. | GD Lagoa                  |
| SC Leiria e Marrazes      | 1:4       | GD Mealhada               |
| SC Penalva Castelo        | 1:2       | GD Peniche                |
| CD Portalegrense          | 2:0 n. V. | GD Maiorca                |
| GD Pescadores             | 2:0       | AD Machico                |
| SC Vilanovense            | 1:2       | CF Benfica                |
| AD Ponte da Barca         | 3:2       | CF Valadares              |
| Académico Paço            | 1:2 n. V. | SC Esmoriz                |
| Atlético Cabeceirense     | 0:2       | SC Dragões Sandinenses    |
| GD Sourense               | 2:2 n. V. | SC Lourinhanense          |
| SC Mêda                   | 1:0       | SC Alba                   |
| SC Régua                  | 2:0       | AD Limianos               |
| SC Paivense               | 3:1       | SC Vila Pouca             |
| SC Borbense               | 3:1       | SL Cartaxo                |
| Piense SC                 | 2:1       | Casa Pia AC               |
| CSD Câmara de Lobos       | 1:1 n. V. | Odivelas FC               |
| Atlético Reguengos        | 0:2       | Moura AC                  |
| Oliveira do Bairro SC     | 1:1 n. V. | SC São João de Ver        |
| Leões Tavira              | 2:3       | Palmelense FC             |
| Pedrouços AC              | 2:1       | SC Maria da Fonte         |
| Juventude Pedras Salgadas | 2:1       | Amadores de Caminha       |
| FC Cortegaça              | 1:3       | SCE Bombarralense         |
| SC Praiense               | 2:1       | Vasco da Gama AC          |
| AC Malveira               | 1:0       | AD Camacha                |
| AD Poiares                | 0:0 n. V. | Sertanense FC             |
| AC Marinhense             | 1:0       | CD Paços de Brandão       |
| CA Valdevez               | 1:0 n. V. | GD Foz Côa                |
| AD Fundão                 | 2:1       | ADRC Vasco da Gama        |
| AD Ala-Arriba             | 2:1       | CD Luso                   |
| AD Manteigas              | 2:2 n. V. | Viseu FC                  |
| AC Alcanenense            | 0:0 n. V. | GD Argus                  |
| SL Nelas                  | 1:0       | SC Estela Portalegre      |
| Vilaverdense FC           | 0:0 n. V. | SC Vianense               |
| SL Olivais                | 2:1 n. V. | CD Beja                   |
| SL Fanhões                | 2:0       | SC Lusitânia              |
| AC Alijoense              | 1:4       | Vieira SC                 |
| CD Salvaterrense          | 0:1 n. V. | UD Vilafranquense         |
| AR São Martinho           | 4:3       | FC Amares                 |
| CD Maximinense            | 2:1       | Santa Maria FC            |
| GD Vilarense              | 0:6       | Associação Beneditense CD |
| ID Vieirense              | 0:1       | CD Alcains                |
| Merelinense FC            | 1:0 n. V. | FC Avintes                |
| SC Rio Tinto              | 3:1 n. V. | Rebordosa AC              |

### Wiederholungsspiele
|                          | Ergebnis |                         |
| ------------------------ | -------- | ----------------------- |
| AD Poiares               | 0:1      | Sertanense FC           |
| Real Brasfemes           | 0:6      | ARC Oliveirinha         |
| SC Mineiro Aljustrelense | 1:4      | Eléctrico Ponte de Sor  |
| CD Mafra                 | 0:1      | 1º de Maio Sarilhense   |
| CD Fátima                | 0:1      | UD Valonguense          |
| GD Águias Camarate       | 1:2      | GD da Quimigal Barreiro |
| GD Argus                 | 1:2      | AC Alcanenense          |
| SC São João de Ver       | 1:3      | Oliveira do Bairro SC   |
| CSD Câmara de Lobos      | 3:4      | Odivelas FC             |
| GD Sourense              | 0:2      | SC Lourinhanense        |
| SC Vianense              | 1:2      | Vilaverdense FC         |
| AD Manteigas             | 1:5      | Viseu FC                |
| Lusitânia Lourosa        | 0:1      | Mortágua FC             |

## 3. Runde
Zu den 74 qualifizierten Teams aus der 2. Runde kamen 60 Vereine aus der drittklassigen Segunda Divisão B hinzu.
|                          | Ergebnis  |                           |
| ------------------------ | --------- | ------------------------- |
| Clube Oriental de Lisboa | 2:2 n. V. | CDR Quarteirense          |
| Mortágua FC              | 2:1       | AD Fundão                 |
| Moreirense FC            | 3:1       | SC Paivense               |
| Palmelense FC            | 2:0       | GD Samora Correia         |
| Pedrouços AC             | 6:0       | Merelinense FC            |
| SC Borbense              | 3:2       | Almada AC                 |
| Rio Ave FC               | 1:1 n. V. | FC Perafita               |
| Lusitano GC Évora        | 1:0       | UD Vilafranquense         |
| Leça FC                  | 3:0       | Aliados FC Lordelo        |
| GD Peniche               | 1:0       | SC Mêda                   |
| GD Mangualde             | 0:0 n. V. | UD Valonguense            |
| GD Tabuense              | 1:0       | Associação Beneditense CD |
| GS Loures                | 3:0       | Piense SC                 |
| Imortal DC               | 0:0 n. V. | Juventude Évora           |
| União de Montemor        | 0:3       | Juventude Belém           |
| SC Campomaiorense        | 3:0       | CF Benfica                |
| SC Dragões Sandinenses   | 2:2 n. V. | Juventude Pedras Salgadas |
| UD Oliveirense           | 4:0       | GD Mealhada               |
| Sport União Sintrense    | 1:0       | GD Pescadores             |
| SL Fanhões               | 1:0       | SC Praiense               |
| UD Santarém              | 3:1       | Eléctrico Ponte de Sor    |
| União de Tomar           | 4:0       | CD Gouveia                |
| Vieira SC                | 3:1       | GD Valpaços               |
| USC Paredes              | 5:0       | CD Maximinense            |
| Silves FC                | 3:1       | Moura AC                  |
| Sertanense FC            | 0:0 n. V. | AD Ala-Arriba             |
| SC Lourinhanense         | 1:1 n. V. | FC Oliveira Hospital      |
| SC Esmoriz               | 2:1       | SL Nelas                  |
| SC Mirandela             | 3:0       | AD Ponte da Barca         |
| SC Olhanense             | 3:1       | 1º de Maio Sarilhense     |
| FC Seixal                | 2:0       | Odivelas FC               |
| SC Vila Real             | 3:0       | Ermesinde SC              |
| GD Lagoa                 | 2:0       | SL Olivais                |
| FC Vizela                | 3:0       | GD Joane                  |
| ARC Oliveirinha          | 1:0       | CD Torres Novas           |
| Amora FC                 | 1:0       | GD Marinhais              |
| Arsenal Bessa            | 1:1 n. V. | Desportivo de Monção      |
| Arsenal Braga            | 2:1       | AR São Martinho           |
| CA Mirandense            | 0:0 n. V. | União de Coimbra          |
| Águias Musgueira         | 2:0       | CD Santa Clara            |
| AD Sanjoanense           | 2:0       | AD Guarda                 |
| AC Malveira              | 2:0       | FC Alverca                |
| AC Alcanenense           | 2:1       | SCE Bombarralense         |
| AC Marinhense            | 3:0       | UR Mirense                |
| CA Valdevez              | 2:1       | GD Bragança               |
| AD Lousada               | 2:1       | Amarante FC               |
| CD Alcains               | 2:1       | Naval 1º de Maio          |
| Atlético CP              | 0:0 n. V. | CD Montijo                |
| FC Felgueiras            | 2:2 n. V. | CRP Delães                |
| CD Estarreja             | 1:0       | SC Covilhã                |
| Juventude Ronfe          | 2:0       | Desportivo Portugal       |
| FC Lixa                  | 1:0       | AD Esposende              |
| FC Marco                 | 1:0       | FC Infesta                |
| FC Mogadourense          | 0:0 n. V. | Mondinense FC             |
| CF Marialvas             | 1:0       | Anadia FC                 |
| União Lamas              | 3:1       | Vilaverdense FC           |
| CF Esperança Lagos       | 4:1       | União Santiago do Cacém   |
| CD Lousanense            | 1:1 n. V. | CD Portalegrense          |
| CD Olivais e Moscavide   | 4:1       | SG Sacavenense            |
| CD Portosantense         | 1:1 n. V. | CF Estremoz               |
| CD Trofense              | 1:1 n. V. | SC Rio Tinto              |
| Viseu FC                 | 3:0       | GC Alcobaça               |
| AD Ovarense              | 2:1       | GD Santacombadense        |
| Caldas SC                | 1:0       | AA Avanca                 |
| AD Fafe                  | 2:0       | SC Régua                  |
| União de Almeirim        | 1:1 n. V. | GD da Quimigal Barreiro   |
| Oliveira do Bairro SC    | 1:1 n. V. | Lusitano FC Vildemoinhos  |

### Wiederholungsspiele
|                           | Ergebnis              |                          |
| ------------------------- | --------------------- | ------------------------ |
| CF Estremoz               | 0:1                   | CD Portosantense         |
| CD Montijo                | 1:2                   | Atlético CP              |
| Desportivo de Monção      | 0:0 n. V. (4:5 i. E.) | Arsenal Bessa            |
| Mondinense FC             | 1:4                   | FC Mogadourense          |
| Juventude Évora           | 1:3                   | Imortal DC               |
| AD Ala-Arriba             | 2:2 n. V. (4:5 i. E.) | Sertanense FC            |
| FC Oliveira Hospital      | 1:2                   | SC Lourinhanense         |
| Juventude Pedras Salgadas | 0:2                   | SC Dragões Sandinenses   |
| FC Perafita               | 1:7                   | Rio Ave FC               |
| CD Portalegrense          | 0:2                   | CD Lousanense            |
| União de Coimbra          | 0:0 n. V. (1:3 i. E.) | CA Mirandense            |
| SC Rio Tinto              | 0:2                   | CD Trofense              |
| CRP Delães                | 0:1                   | FC Felgueiras            |
| CDR Quarteirense          | 2:3                   | Clube Oriental de Lisboa |
| UD Valonguense            | 0:2                   | GD Mangualde             |
| Lusitano FC Vildemoinhos  | 2:2 n. V. (4:5 i. E.) | Oliveira do Bairro SC    |
| GD da Quimigal Barreiro   | 1:5                   | União de Almeirim        |

## 4. Runde
Zu den 67 qualifizierten Teams aus der 2. Runde kamen die 20 Vereine der zweitklassigen Segunda Divisão de Honra hinzu. Die Spiele fanden am 16. Dezember 1990 statt.

Freilos: AD Lousada
|                          | Ergebnis  |                          |
| ------------------------ | --------- | ------------------------ |
| Portimonense SC          | 4:0       | CF Esperança Lagos       |
| RD Águeda                | 3:0       | SC Mirandela             |
| Rio Ave FC               | 4:1       | SC Dragões Sandinenses   |
| SC Campomaiorense        | 2:0       | SC Freamunde             |
| Pedrouços AC             | 3:2       | Clube Oriental de Lisboa |
| Palmelense FC            | 2:0       | UD Santarém              |
| Leça FC                  | 3:0       | Mortágua FC              |
| Lusitano GC Évora        | 0:0 n. V. | USC Paredes              |
| Moreirense FC            | 3:0       | FC Marco                 |
| SC Espinho               | 1:0       | Desportivo Aves          |
| SC Lourinhanense         | 1:1 n. V. | FC Barreirense           |
| UD Oliveirense           | 1:0       | União de Almeirim        |
| União de Tomar           | 1:0       | AC Alcanenense           |
| Varzim SC                | 4:1       | GD Lagoa                 |
| Viseu FC                 | 3:0       | Águias Musgueira         |
| União Leiria             | 3:0       | Vieira SC                |
| Silves FC                | 0:0 n. V. | Caldas SC                |
| SC Olhanense             | 1:0       | Amora FC                 |
| SC Vila Real             | 0:0 n. V. | Sertanense FC            |
| SC União Torreense       | 1:0       | Lusitano VRSA            |
| Juventude Belém          | 2:1       | GD Tabuense              |
| GS Loures                | 1:0       | FC Maia                  |
| Atlético CP              | 2:0       | GD Mangualde             |
| Benfica e Castelo Branco | 3:2       | Juventude Ronfe          |
| CA Mirandense            | 2:0       | Oliveira do Bairro SC    |
| Académico de Viseu FC    | 2:0       | União Lamas              |
| Arsenal Braga            | 1:0       | CD Portosantense         |
| Arsenal Bessa            | 1:0       | Imortal DC               |
| Boavista Porto           | 1:0       | FC Lixa                  |
| AD Ovarense              | 6:0       | AC Malveira              |
| AD Sanjoanense           | 1:0       | FC Mogadourense          |
| CD Alcains               | 2:1       | ARC Oliveirinha          |
| CD Estarreja             | 3:2       | SL Fanhões               |
| FC Paços de Ferreira     | 1:0       | Sport União Sintrense    |
| FC Vizela                | 6:3       | CA Valdevez              |
| GD Estoril Praia         | 1:1 n. V. | AC Marinhense            |
| GD Peniche               | 1:0       | CD Lousanense            |
| FC Felgueiras            | 3:0       | Leixões SC               |
| O Elvas CAD              | 1:0       | Louletano DC             |
| FC Seixal                | 3:6       | CD Feirense              |
| CD Olivais e Moscavide   | 2:1       | SC Borbense              |
| CD Trofense              | 1:0       | CF Marialvas             |
| Académica de Coimbra     | 4:1       | SC Esmoriz               |

### Wiederholungsspiel
|                | Ergebnis |                   |
| -------------- | -------- | ----------------- |
| Caldas SC      | 0:4      | Silves FC         |
| Sertanense FC  | 0:3      | SC Vila Real      |
| FC Barreirense | 2:3      | SC Lourinhanense  |
| USC Paredes    | 4:5      | Lusitano GC Évora |
| AC Marinhense  | 2:6      | GD Estoril Praia  |

## 5. Runde
Qualifiziert waren die 44 Sieger der 4. Runde und die 20 Vereine der Primeira Divisão. Die Spiele fanden am 30. Januar und 27. Februar 1991 statt.
|                      | Ergebnis  |                          |
| -------------------- | --------- | ------------------------ |
| RD Águeda            | 3:1       | SC União Torreense       |
| Rio Ave FC           | 2:0       | Académico de Viseu FC    |
| SC Beira-Mar         | 2:0       | AD Fafe                  |
| Portimonense SC      | 3:0       | UD Oliveirense           |
| Lusitano GC Évora    | 1:0       | Benfica e Castelo Branco |
| FC Vizela            | 5:1       | Palmelense FC            |
| Gil Vicente FC       | 3:1       | Juventude Belém          |
| Sporting Braga       | 2:1       | GD Chaves                |
| SC Farense           | 3:2       | Belenenses Lissabon      |
| Vitória Setúbal      | 2:2 n. V. | SC Espinho               |
| Vitória Guimarães    | 2:1       | União Leiria             |
| Varzim SC            | 1:0       | FC Felgueiras            |
| Sporting Lissabon    | 6:0       | GD Peniche               |
| SC Olhanense         | 2:1       | Pedrouços AC             |
| SC Vila Real         | 1:0       | Nacional Funchal         |
| FC Tirsense          | 5:0       | Viseu FC                 |
| FC Porto             | 5:0       | O Elvas CAD              |
| Arsenal Braga        | 4:2       | GD Estoril Praia         |
| Atlético CP          | 1:0       | FC Penafiel              |
| Arsenal Bessa        | 0:0 n. V. | CD Olivais e Moscavide   |
| AD Ovarense          | 2:1       | GS Loures                |
| Académica de Coimbra | 3:1       | CD Alcains               |
| AD Lousada           | 4:0       | CD Estarreja             |
| Boavista Porto       | 1:0       | SC Salgueiros            |
| CA Mirandense        | 1:0       | SC Lourinhanense         |
| Silves FC            | 0:2       | Marítimo Funchal         |
| FC Famalicão         | 3:0       | SC Campomaiorense        |
| União Madeira        | 1:1 n. V. | FC Paços de Ferreira     |
| CF Estrela Amadora   | 6:0       | AD Sanjoanense           |
| CD Feirense          | 1:0       | Moreirense FC            |
| CD Trofense          | 1:0       | Leça FC                  |
| Benfica Lissabon     | 4:1       | União de Tomar           |

### Wiederholungsspiele
|                        | Ergebnis |                 |
| ---------------------- | -------- | --------------- |
| FC Paços de Ferreira   | 0:1      | União Madeira   |
| CD Olivais e Moscavide | 0:1      | Arsenal Bessa   |
| SC Espinho             | 0:1      | Vitória Setúbal |

## 6. Runde
Qualifiziert waren die 32 Sieger der 5. Runde. Die Spiele fanden am 27. Februar 1991 statt. (Benfica – Setúbal am 13. März und Estrela Amadora – Gil Vicente am 17. April 1991)
|                      | Ergebnis  |                   |
| -------------------- | --------- | ----------------- |
| Portimonense SC      | 1:0       | Lusitano GC Évora |
| FC Vizela            | 3:2       | Atlético CP       |
| FC Tirsense          | 2:0       | Varzim SC         |
| SC Beira-Mar         | 3:0       | União Madeira     |
| Sporting Braga       | 2:0       | AD Lousada        |
| Vitória Guimarães    | 3:2       | RD Águeda         |
| Sporting Lissabon    | 2:0       | SC Farense        |
| SC Vila Real         | 0:1       | FC Porto          |
| FC Famalicão         | 3:0       | Arsenal Bessa     |
| AD Ovarense          | 4:2       | SC Olhanense      |
| Arsenal Braga        | 2:0       | CA Mirandense     |
| Académica de Coimbra | 1:3       | Boavista Porto    |
| Marítimo Funchal     | 3:2 n. V. | CD Trofense       |
| CD Feirense          | 1:0 n. V. | Rio Ave FC        |
| Benfica Lissabon     | 3:2       | Vitória Setúbal   |
| CF Estrela Amadora   | 2:2 n. V. | Gil Vicente FC    |

### Wiederholungsspiel
|                | Ergebnis |                    |
| -------------- | -------- | ------------------ |
| Gil Vicente FC | 3:4      | CF Estrela Amadora |

## Achtelfinale
Die Spiele fanden am 27. März 1991 statt. (Beira-Mar – Estrela Amadora am 24. April 1991)
|                  | Ergebnis  |                    |
| ---------------- | --------- | ------------------ |
| FC Tirsense      | 2:1       | Portimonense SC    |
| Sporting Braga   | 3:0       | FC Vizela          |
| Benfica Lissabon | 1:0       | Marítimo Funchal   |
| FC Famalicão     | 0:1       | FC Porto           |
| CD Feirense      | 1:0       | Vitória Guimarães  |
| AD Ovarense      | 1:1 n. V. | Arsenal Braga      |
| Boavista Porto   | 2:0       | Sporting Lissabon  |
| SC Beira-Mar     | 1:0       | CF Estrela Amadora |

### Wiederholungsspiel
|               | Ergebnis |             |
| ------------- | -------- | ----------- |
| Arsenal Braga | 1:2      | AD Ovarense |

## Viertelfinale
Die Spiele fanden am 17. April 1991 statt. (Beira-Mar – Ovarense am 1. Mai 1991)
|                | Ergebnis  |                  |
| -------------- | --------- | ---------------- |
| FC Porto       | 2:1       | Benfica Lissabon |
| CD Feirense    | 1:0 n. V. | FC Tirsense      |
| Boavista Porto | 1:0       | Sporting Braga   |
| SC Beira-Mar   | 3:0       | AD Ovarense      |

## Halbfinale
Die Spiele fanden am 1. und 8. Mai 1991 statt.
|              | Ergebnis  |                |
| ------------ | --------- | -------------- |
| CD Feirense  | 1:1 n. V. | FC Porto       |
| SC Beira-Mar | 2:0       | Boavista Porto |

### Wiederholungsspiel
|          | Ergebnis |             |
| -------- | -------- | ----------- |
| FC Porto | 2:0      | CD Feirense |

## Finale
| Paarung        | FC Porto – SC Beira-Mar |
| Ergebnis       | 3:1 n. V. (1:1, 1:1) |
| Datum          | 2. Juni 1991 um 17:00 Uhr |
| Stadion        | Estádio Nacional, Oeiras |
| Schiedsrichter | Vítor Correia |
| Tore           | 1:0 Domingos Paciência (93.) 1:1 Magdi Abdelghani (30.) 2:1 Emil Kostadinow (96.) 3:1 Jaime Magalhães (100.) |
| FC Porto       | Vítor Baía – Lubomír Vlk (90. Abílio), Fernando Couto, Paulo Pereira, João Pinto , Aloísio – José Semedo, António André, Jaime Magalhães, Jorge Couto (73. Emil Kostadinow) – Domingos Paciência Cheftrainer: Artur Jorge        |
| SC Beira-Mar   | Hélder Catalão – João Redondo , António Oliveira, Petar Petrow – China, Mito (77. Jarbas Aguiar), António Sousa (100. Manuel Penteado), Magdi Abdelghani, José Ribeiro – Jorge Silvério, Dino Furacão. Cheftrainer: Vítor Urbano |
| Gelbe Karten   | Fernando Couto – João Redondo |